# Mendefera
Cet article concerne une ville de l'Érythrée. Pour le district du même nom, voir Mendefera (district).
Mendefera (en tigrigna : መንደፈራ) est une ville d'Érythrée, capitale de la zone de Debub (Sud) et du district de Mendefera. La ville compte en 2005 près de 28 492 habitants, elle est située à 50 km au sud de la capitale Asmara dans l'ancienne province de Seraye (en). Son nom signifie « qui osera » dans le sens « qui osera l'attaquer », en mémoire des habitants de Seraye qui résistèrent à partir de la colline centrale contre l'imam Ahmed Gragne, menés par l'Adkamé Melaga et contre les Italiens durant de nombreuses années. Jusque dans les années 1990, la ville porta le nom d'Adī Ūgrī.
La ville possède de nombreux monuments, comme l'église Saint-Michael ou le marché aux céréales.
La ville est reliée par la route à Dekemhare, Adi Quala, Areza, Asmara et Barentu.